# Gustavo Rivera Baeza
Gustavo Roberto Alejandro Rivera Baeza (Valparaíso, 20 de mayo de 1894-29 de mayo de 1963) fue un abogado, académico y político chileno. Militante del Partido Liberal (PL), ejerció como diputado por la sexta agrupación departamental de Quillota y Valparaíso, en tres periodos consecutivos, desde 1926 hasta 1937; y como senador por la séptima agrupación provincial de Ñuble, Concepción y Arauco, durante tres periodos consecutivos, desde 1937 hasta 1961.

## Familia y estudios
Nació en la ciudad de Valparaíso, el 20 de mayo de 1894; hijo de Guillermo Rivera Cotapos y Zulema Baeza Infante.
Estudió en el Liceo Eduardo de la Barra de Valparaíso, y cursó leyes en los Sagrados Corazones y en el curso fiscal de leyes de la Universidad de Chile de Valparaíso; se tituló de abogado el 6 de junio de 1918, con su tesis titulada Lesión enorme en la compraventa de derechos hereditarios sobre inmuebles. Fue presidente de la Federación de Estudiantes de Valparaíso.
Se casó con Olga Bustos Muñoz y tuvieron tres hijos, uno de ellos el exdiputado Guillermo Rivera Bustos.

## Carrera profesional
Continuó la labor de su padre, tanto en el foro, como en política. Fue profesor de Derecho Civil y de Hacienda Pública en el curso de Leyes de Valparaíso. Fue abogado de las firmas René Poudensan y Cía., Balfour Lyon y Cía., Eduardo Oschwald y Cía., Hagnauer y Cia., Julio Polanco y Cia., Minera Huanillos, Enrique Oerthy, Asociación Canal de Maule.
Fue director y presidente de la Empresa Nacional de Electricidad (ENDESA); director de la Compañía de Refinería de Azúcar de Viña del Mar (CRAV); director de la Compañía Colico-Sur; presidente de la Compañía Carbonífera de Quitamahue; vicepresidente de la Compañía Carbonera Victoria de Lebu; vicepresidente de la Compañía Frutera Sudamericana; presidente de la Compañía de Seguros Pedro de Valdivia y vicepresidente del Banco Panamericano. También fue delegado del gobierno ante el Consejo del Banco Hipotecario de Valparaíso.
Entre otras actividades, fue director de La Gota de Leche. Además fue presidente de la Asociación de Paperchase, socio del Club de Viña del Mar, del Club de Valparaíso, del Club de La Unión de Santiago, y del Valparaíso Sporting Club; y miembro honorario del Bridge Club de Valparaíso.

## Carrera política
Fue miembro del Partido Liberal y presidente de este por tres períodos. Fue miembro del Comité Parlamentario Liberal, desde 1929 hasta 1961.

### Diputado
Fue elegido diputado periodo constitucional 1926-1930, por la Sexta Circunscripción Departamental "Valparaíso, Quillota, Limache y Casablanca"; fue diputado reemplazante en la Comisión Permanente de Relaciones Exteriores; en la de Legislación y Justicia y en la de Hacienda; integró la Comisión Permanente de Guerra y Marina.
Reelegido diputado por la Sexta Agrupación Departamental de "Quillota y Valparaíso", período 1930-1934; fue 2o. vicepresidente provisorio de la Cámara, 15 de mayo de 1930 y 2o. vicepresidente, 22 de mayo de 1930 al 30 de noviembre de 1931. Integró la Comisión Permanente de Relaciones Exteriores. El movimiento revolucionario que estalló el 4 de junio de 1932, decretó, el día 6, la disolución de este Congreso. Fue representante de Chile a la Séptima Conferencia Panamericana en 1933.
Nuevamente elegido diputado por la Sexta Agrupación Departamental de "Quillota y Valparaíso", periodo 1933-1937; fue presidente de la Cámara, 10 de julio de 1933 al 22 de mayo de 1935. Integró la Comisión Permanente de Relaciones Exteriores y Comercio, de la que fue su presidente entre 1933 y 1935.

### Senador
Fue elegido senador, por la Séptima Agrupación Provincial "Ñuble, Concepción y Arauco", periodo constitucional 1937-1945; integró la Comisión Permanente de Constitución, Legislación y Justicia, de la que fue su presidente y la de Trabajo y Previsión Social; fue senador reemplazante en la Comisión Permanente de Hacienda y Presupuestos; en la de Policía Interior y Reglamento; y en la de Gobierno.
Reelecto senador, por la Séptima Agrupación Provincial "Ñuble, Concepción y Arauco", período 1945-1953; fue senador reemplazante en la Comisión Permanente de Relaciones Exteriores y Comercio y presidente de ella; integró la Comisión Permanente de Educación Pública y la de Trabajo y Previsión Social, de la que fue su presidente.
En 1951 se postuló como precandidato presidencial para las elecciones del año siguiente, siendo derrotado por Arturo Matte Larraín en una convención conjunta de los partidos Liberal, Conservador Tradicionalista, Nacional Agrario, Democrático Nacional,  Liberal Progresista, y Regionalista de Magallanes.
Reelegido senador, por la Séptima Agrupación, período 1953-1961; integró la Comisión Permanente de Gobierno y fue su presidente; continuó en la Comisión Permanente de Trabajo y Previsión Social; y fue senador reemplazante en la Comisión Permanente de Economía y Comercio.
Presentó numerosas mociones que más tarde se convirtieron en ley, como la Ley N.° 4.980, de 14 de agosto de 1931, erección de monumento a Carlos Van Buren en Valparaíso; Ley N.°5.008, establece normas a deudores de bancos hipotecarios de Santiago y Valparaíso; Ley N.° 5.879, de 28 de agosto de 1936, emisión de bonos a la municipalidad de Quilpué; Ley N.° 5.949, de 2 de noviembre de 1936, internación de franquicias al Cuerpo de Bomberos de Valparaíso; Ley N.°6.274, de 5 de octubre de 1938, amnistía a condenados y procesados por delitos electorales; Ley N.° 8.840, de 23 de septiembre de 1947, pensión a viudas de expresidentes de la República; Ley N.° 8.428, de 10 de julio de 1946, modificación al Código de Procedimiento Civil; Ley N.° 14.626, de 27 de septiembre de 1961, modificación al Código Sanitario; Ley N.° 14.156, de 29 de octubre de 1960, beneficios a viudas e hijas solteras de funcionarios de Ferrocarriles del Estado.
Se desempeñó como consejero de la Corporación de Fomento de la Producción (CORFO), designado por el Senado; representó al Senado ante la Unión Interparlamentaria, IPU y el Grupo Regional Panamericano, 1959 a 1960.

## Reconocimientos
En 1959 recibió el Premio Portales; y fue Condecorado con la Orden Gran Oficial del Sol del Perú y la Orden del Cruceiro do Sul, de Brasil.